# Мата-Меридиунал-Пернамбукана (микрорегион)

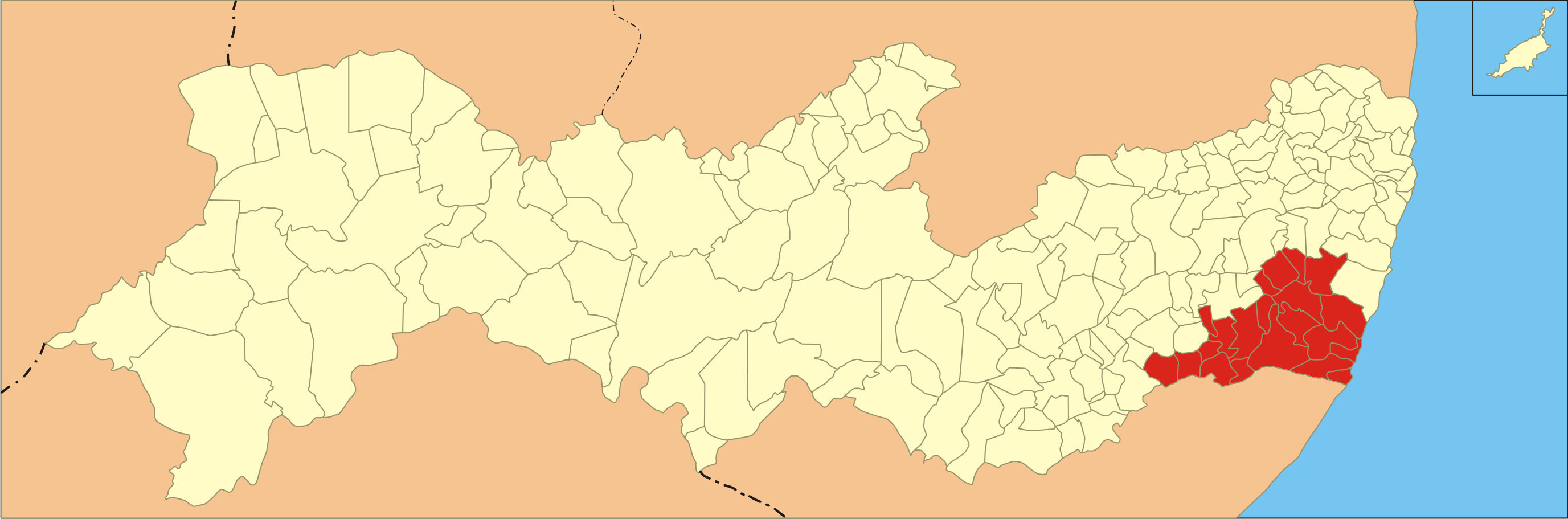
Мата-Меридиунал-Пернамбукана на карте.

Мата-Меридиунал-Пернамбукана (порт. Microrregião da Mata Meridional Pernambucana) — микрорегион в Бразилии, входит в штат Пернамбуку. Составная часть мезорегиона Мата-Пернамбукана. Население составляет 	559 290	 человек (на 2010 год). Площадь — 	4522,263	 км². Плотность населения — 	123,67	 чел./км².

## Демография
Согласно сведениям, собранным в ходе переписи 2010 г. Национальным институтом географии и статистики (IBGE), население микрорегиона составляет:						
| Полное население                             | Полное население                             | Полное население                             | Полное население                             | 559 290 |
| -------------------------------------------- | -------------------------------------------- | -------------------------------------------- | -------------------------------------------- | ------- |
| в том числе:                                 | Городское население                          | 395 215                                      | Процент городского населения, %              | 70,66   |
|                                              | Сельское население                           | 164 075                                      | Процент сельского населения, %               | 29,34   |
|                                              | Мужское население                            | 276 729                                      | Процент мужского населения, %                | 49,48   |
|                                              | Женское население                            | 282 561                                      | Процент женского населения, %                | 50,52   |
| Плотность населения, чел/км²                 | Плотность населения, чел/км²                 | Плотность населения, чел/км²                 | Плотность населения, чел/км²                 | 123,67  |
| Население микрорегиона в % к населению штата | Население микрорегиона в % к населению штата | Население микрорегиона в % к населению штата | Население микрорегиона в % к населению штата | 6,36    |

## Состав микрорегиона
В составе микрорегиона включены следующие муниципалитеты:
1. Амаражи
2. Баррейрус
3. Белен-ди-Мария
4. Катенди
5. Кортес
6. Эскада
7. Гамелейра
8. Жакейра
9. Жоакин-Набуку
10. Мараял
11. Палмарис
12. Примавера
13. Кипапа
14. Рибейран
15. Риу-Формозу
16. Сириньяэн
17. Сан-Бенедиту-ду-Сул
18. Сан-Жозе-да-Короа-Гранди
19. Тамандаре
20. Шешеу
21. Агуа-Прета